# Molly Sandén
Molly Sandén (Stockholm, 1992. július 3. –) svéd énekesnő és szinkronszínész.

## Életrajz
Két lánytestvére van, Frida és Mimmi akik szintén énekesek. Van még egy bátyja, Nico. Zenei iskolában tanult, így már nagyon korán belevetette magát a zene világába. 2006-ban nagy lehetőséget kapott, ugyanis ő képviselhette a Junior Eurovíziós Dalfesztiválon Svédországot. 2007-ben pedig a High School Musical című film dalainak svéd verzióját énekelhette. 2009-ben és 2012-ben a Melodifestivalen résztvevője volt, így esélyt kapott arra, hogy az Eurovíziós Dalfesztiválon képviselhesse hazáját. Azonban nem ő lett a győztes, így nem jutott ki az Oroszországban illetve Azerbajdzsánban megrendezett versenyre. A legjobban azt szereti, ha a barátjaival töltheti a szabadidejét. A sportban a teniszt és a golfot kedveli. 2009-ben jelent meg az első lemeze, 12 dallal melynek nagy részét ő írta, ugyanis dalszövegírással is foglalkozik. 2011-ben meghívott fellépőként részt vett a 9. Junior Eurovíziós Dalfesztiválon, Jerevánban.

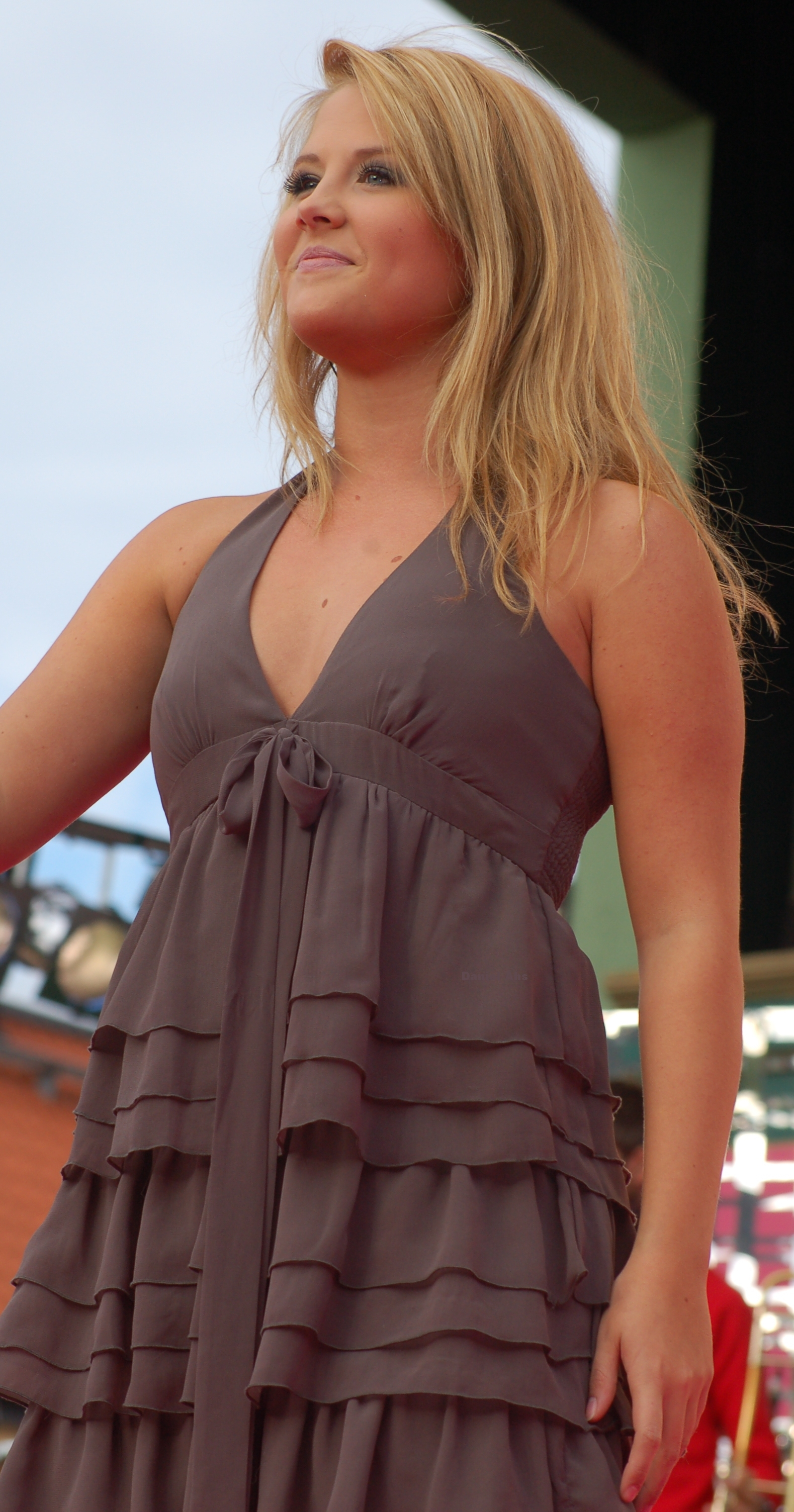
2008-ban

## Magánélete
Sandén korábban a szintén svéd származású énekes, Eric Saade párja volt, aki 2011-ben képviselte Svédországot az Eurovízión, kapcsolatuk azonban 2012 elején véget ért. AZ énekesnő 2013 és 2019 között Danny Saucedóval alkotott egy párt.

## Diszkográfia
- 2009 - Samma Himmel